# John R. Leonetti
Pour les articles homonymes, voir Leonetti.
John R. Leonetti est un réalisateur et directeur de la photographie américain né le 4 juillet 1956 à Los Angeles (Californie).
Il est le frère du directeur de la photographie Matthew F. Leonetti.

## Filmographie

### comme directeur de la photographie
- 1989 : An Eight Is Enough Wedding (TV)
- 1991 : Chucky 3 (Child's Play 3)
- 1992 : Raven (série télévisée)
- 1992 : Coopersmith (TV)
- 1992 : Revenge on the Highway (TV)
- 1993 : Hot Shots! 2 (Hot Shots! Part Deux)
- 1993 : Les Contes de la crypte (Tales from the Crypt) (série télévisée)
- 1994 : Témoin en danger (One Woman's Courage) (TV)
- 1994 : Against the Wall (TV)
- 1994 : The Mask
- 1994 : The Burning Season (TV)
- 1995 : Mortal Kombat
- 1996 : Agent zéro zéro (Spy Hard)
- 1999 : Detroit Rock City
- 2000 : Providence (série télévisée)
- 2001 : Joe La Crasse (Joe Dirt)
- 2002 : Le Roi scorpion (The Scorpion King)
- 2003 : Honey
- 2004 : Trouve ta voix (Raise Your Voice)
- 2005 : L'Homme parfait (The Perfect Man)
- 2006 : The Woods
- 2007 : Dead Silence
- 2007 : Death Sentence
- 2007 : I Know Who Killed Me
- 2010 : Ca$h
- 2010 : Piranha 3D
- 2011 : Insidious
- 2013 : Conjuring : Les Dossiers Warren (The Conjuring)
- 2013 : Insidious : Chapitre 2 (Insidious Chapter 2)
- 2015 : Insidious : Chapitre 3 (Insidious Chapter 3)

### comme réalisateur
- 1997 : Mortal Kombat : Destruction finale (Mortal Kombat: Annihilation)
- 1999 : Le Successeur (Sons of Thunder) (série télévisée)
- 2001 : Providence (série télévisée)
- 2006 : L'Effet papillon 2 (The Butterfly Effect 2)
- 2014 : Annabelle
- 2016 : Wolves at the Door
- 2017 : I Wish : Faites un vœu (Wish Upon)
- 2019 : The Silence